# Gironella
Gironella è un comune spagnolo di 4 858 abitanti situato nella comunità autonoma della Catalogna.